# Сибирский 21-й стрелковый полк
21-й Сибирский стрелковый Её Величества Государыни Императрицы Александры Феодоровны полк (до 1910 — Восточно-Сибирский) — пехотная воинская часть Русской императорской армии.
Старшинство — 6.08.1865 г.
Полковой праздник — 25 декабря.
Дислокация — Благовещенск (1.07.1903 г.), Никольск-Уссурийск Приморской области (1.02.1913 г.)

## История
- 06.08.1865 — сформирован 72-й резервный пехотный батальон
- 29.07.1873 — 72-й Благовещенский губернский батальон
- 14.01.1876 — Благовещенский местный батальон
- 07.05.1880 — 2-й Восточно-Сибирский линейный батальон
- 11.07.1900 — переформирован в 21-й Восточно-Сибирский стрелковый полк двухбатальонного состава. 2-й батальон сформирован из рот, выделенных 100-м, 104-м, 109-м и 163-м пехотными полками.
- 10.02.1904 — полк переформирован в трёхбатальонный состав.
- 11.10.1905 — полк переформирован в четырёхбатальонный состав.
- 25.05.1907 — 21-й Восточно-Сибирский стрелковый Её Величества Государыни Императрицы Александры Фёдоровны полк
- 20.02.1910 — 21-й Сибирский стрелковый Её Величества Государыни Императрицы Александры Фёдоровны полк

В сражении 3–4 июля на Стыри... 21-й Сибирский стрелковый полк полковника Сергеева силой всего в 1600 штыков взял в плен 2 командиров германских полков, 58 офицеров, 1050 нижних чинов, 13 орудий и гнал немцев 6 верст.— [www.litmir.club//br/?b=115930&p=243 Керсновский А. А. История русской армии]
Полк вписал в свою историю целый ряд доблестных страниц - особенно в период командования полковника Я. Т. Сергеева .
Участник операции у Воли Шидловской в январе 1915 г.
- 31.07.1917 — Приказом генерала Корнилова включён в список ударных частей («частей смерти»)

## Шефы полка
- 25.05.1907 — 4.03.1917 гг. — Императрица Александра Федоровна

## Командиры полка
- 02.05.1902 — 04.01.1905 — полковник Ласский, Сельвин Северинович
- 21.12.1904 — 05.03.1905 — полковник Некрасов, Константин Герасимович
- 09.03.1905 — 10.02.1909 — полковник (с 1908 флигель-адъютант) Шипов Павел Дмитриевич
- 26.03.1910 — после 11.1914 — полковник Веселовский, Андрей Андреевич
- c 1916 — полковник Сергеев, Яков Тихонович

## Знаки отличия
1. Георгиевское знамя с надписью: «За Янзелин 18 июля, Ляоян 13—18 августа, Бензиху 28—29 сентября 1904 года и за январские и февральские бои 1905 года». Пожаловано 01.01.1907 г.
2. Знаки на головные уборы в 1-м батальоне с надписью: «За оборону Благовещенска в 1900 году». Пожалованы 19.02.1903 г.

## Знаки различия

### Офицеры
| Описание     | Знаки различия по состоянию 1904—1907 гг. | Знаки различия по состоянию 1904—1907 гг. | Знаки различия по состоянию 1904—1907 гг. | Знаки различия по состоянию 1904—1907 гг. | Знаки различия по состоянию 1904—1907 гг. | Знаки различия по состоянию 1904—1907 гг. | Знаки различия по состоянию 1904—1907 гг. | Знаки различия по состоянию 1904—1907 гг. |
| погоны       |                                           |                                           |                                           |                                           |                                           |                                           |                                           |                                           |
| ------------ | ----------------------------------------- | ----------------------------------------- | ----------------------------------------- | ----------------------------------------- | ----------------------------------------- | ----------------------------------------- | ----------------------------------------- | ----------------------------------------- |
| Классный чин | полковник                                 | подполковник                              | Капитан                                   | штабс-капитан                             | поручик                                   | подпоручик                                | прапорщик                                 |                                           |
| Группа       | штаб-офицеры                              | штаб-офицеры                              | штаб-офицеры                              | штаб-офицеры                              | обер-офицеры                              | обер-офицеры                              | обер-офицеры                              | обер-офицеры                              |

### Унтер-офицеры и рядовые
|                 |               |                      |                      |          |         |
| Погоны          |               |                      |                      |          |         |
|                 |               |                      |                      |          |         |
| Воинское звание | Фельдфебель   | Старший унтер-офицер | Младший унтер-офицер | Ефрейтор | Рядовой |
| Группа          | Унтер-офицеры | Унтер-офицеры        | Унтер-офицеры        | Рядовые  | Рядовые |